# Guido Pierleone
Guido Pierleone (zm. 25 kwietnia 1228 w Rzymie) – włoski duchowny katolicki, kardynał. Nominację (z tytułem diakona San Nicola in Carcere) uzyskał w 1204 od papieża Innocentego III. Sygnował bulle papieskie wydane między 9 stycznia 1205 a 13 marca 1228. Archiprezbiter bazyliki watykańskiej od ok. 1208. Brał udział w Soborze Laterańskim IV w 1215 roku oraz w papieskiej elekcji 1216; jako kardynał protodiakon (1213-1221) koronował wybranego wówczas papieża Honoriusza III. Biskup Palestriny od 1221 roku. Służył jako legat Honoriusza III w Lombardii. Brał udział w papieskiej elekcji 1227. Zmarł w Rzymie.